# Superpuissance émergente
 (mars 2023).

Nations étant ou pouvant devenir des superpuissances au cours du XXI : la Chine (rouge), les États-Unis (unique superpuissance actuelle, en jaune), l'Inde (vert), la Russie (orange) et l'Union européenne (bleu). Le Japon et le Brésil sont également parfois évoqués.

Une superpuissance émergente est un État ou une entité supranationale montrant le potentiel de devenir une superpuissance dans un avenir plus ou moins lointain. La Chine, l'Union européenne, l'Inde et la Russie ont été évoquées comme des superpuissances potentielles du XXIe siècle, le Japon était un ancien candidat dans les années 1980.

## La fin d'un monde unipolaire dominé par les États-Unis
Depuis 1991 et la chute de l'Union soviétique, les États-Unis sont considérés comme la seule superpuissance - un terme employé par Zbigniew Brzezinski pour décrire un État avec une très forte influence sur le reste du monde, notamment dans les domaines d'influence que sont l'économie, le militaire, la technologie et le culturel.
Cependant, le déclin américain est sans cesse annoncé depuis la crise du dollar en 1971, l'échec du Viêt Nam (1975), la crise iranienne (1979) ou encore avec la crise des subprimes (2008) et les échecs américains en Afghanistan (2021) laissant entrevoir la disparition d'un monde unipolaire pour laisser place à celui d'une multipolarité avec des puissances régionales, qui ont vocation ou non à devenir des puissances mondiales, comme de l'Union européenne, le retour de la Russie, l'émergence des trois géants que sont le Brésil, l’Inde et la Chine, cette dernière étant considérée comme étant plus proche d'avoir le statut de superpuissance que les autres.

## Les superpuissances émergentes
Plusieurs analystes prédisent l'émergence de pays ou organisations qui peuvent devenir des superpuissances dans les prochaines années. Tous ces pays ou organisations ont actuellement un impact important à l'échelle d'un continent, voire dans certains cas à l'échelle de la planète. On peut citer notamment :
- la Chine [4]
- l'Inde [5]
- la Russie[6]
- l'Union européenne[7]

|                      | États-Unis | Chine | Europe | Russie | Inde                                                                                                   |
| -------------------- | --- | --- | --- | --- | --- |
| Géographie           | 9,8 millions de km²                                                                                                 | 9,6 millions de km² | 4,2 millions de km² | 17,1 millions de km² | 3,3 millions de km²                                                                                    |
| Population           | 334 millions d'habitants (2022) IDH : 0,921 (2021)                                                                  | 1,41 milliard d'habitants (2022) IDH : 0,768 (2021)                                                                           | 449 millions d'habitants (2024) | 146 millions d'habitants (2022) IDH : 0,822 (2021) | 1,42 milliard d'habitants (2024) IDH : 0,633 (2021)                                                    |
| Défense              | Deuxième puissance nucléaire mondiale, première puissance conventionnelle, première marine de guerre                | Troisième puissance nucléaire mondiale, première armée au monde en effectif, deuxième marine de guerre                        | Quatrième puissance nucléaire mondiale, deuxième marine nucléaire (via la France). troisième puissance conventionnelle.                                       | Première puissance nucléaire mondiale, deuxième puissance conventionnelle, troisième marine de guerre                                                         | Sixième puissance nucléaire mondiale, deuxième armée au monde en effectif                              |
| Économie             | PIB nominal : 26 855 milliards de $ (2023) PIB PPA : 26 855 milliards de $ (2023)                                   | PIB nominal : 19 374 milliards de $ (2023) PIB PPA : 33 015 milliards de $ (2023)                                             | PIB nominal : 17 820 milliards de $ (2023) PIB PPA : 22 023 milliards de $ (2018)                                                                             | PIB nominal : 2 063 milliards de $ (2023) PIB PPA : 4 989 milliards de $ (2023)                                                                               | PIB nominal : 3 534 milliards de $ (2022) PIB PPA : 11 745 milliards de $ (2022)                       |
| Technologie spatiale | Grande puissance spatiale, opère le système de positionnement GPS                                                   | Puissance spatiale en devenir, opère le système de positionnement Beidou                                                      | Grande puissance spatiale, opère le système de positionnement Galileo                                                                                         | Grande puissance spatiale, opère le système de positionnement GLONASS                                                                                         | Puissance spatiale en devenir                                                                          |
| Géopolitique         | Membre permanent du Conseil de sécurité des Nations unies, membre de l'OTAN, de l'OMC, de l'OSCE, de l'APEC, du QSD | Membre permanent du Conseil de sécurité des Nations unies, membre de l'OMC, de l'OCS, de l'APEC, membre fondateur des BRICS+, | Membre permanent du Conseil de sécurité des Nations unies (via la France), participation partielle à l'OTAN, membre du Conseil d'Europe, de l'OMC, de l'OSCE. | Membre permanent du Conseil de sécurité des Nations unies, membre de la CEI, de l'UEEA, de l'OMC, de l'OCS, de l'OSCE, de l'APEC, membre fondateur des BRICS+ | Membre du Groupe des quatre des Nations unies, membre fondateur des BRICS+, de l'OMC, de l'OCS, du QSD |

### Chine
La République populaire de Chine dispose aujourd'hui de l'une des plus fortes croissances économiques au monde. Elle a également la plus importante population au monde (plus de 1,4 milliard d'habitants en 2020), la plus grande armée (plus de 2 millions d'hommes actifs en 2019) et dispose également de l'arme nucléaire depuis 1964. La Chine est membre permanent du Conseil de sécurité des Nations unies : ce qui lui confère une influence diplomatique très importante à l'échelle de la planète. Il s'agit actuellement de la deuxième puissance économique du monde, ayant dépassé le Japon au deuxième trimestre de l'année 2010. Elle est une des trois puissances à avoir envoyé par ses propres moyens des hommes dans l'espace (grâce à la mission Shenzhou 5).
De plus en plus d'observateurs américains considèrent la Chine comme étant déjà une superpuissance ou à un niveau très proche d'une superpuissance,,. La Chine est sur la période 1996-2013 le second producteur au monde de publications scientifiques (après les États-Unis), cependant le volume de citations scientifiques ne suit pas à la même vitesse

### Inde
Tout comme la Chine, l'Inde est considérée par certains comme ayant le potentiel de devenir à plus ou moins long terme la prochaine superpuissance. L'Inde a la première population du monde, dispose de l'arme nucléaire et a une économie très active.
Cependant, l'Inde doit surmonter un certain nombre de difficultés afin de pouvoir prétendre au statut de superpuissance ,,,,:
1. Instabilité religieuse (système de castes, terrorisme…)
2. Instabilité sociale (rébellion naxalite, insurrection au Jammu-et-Cachemire…)
3. Surpopulation (ressources insuffisantes…)
4. Pauvreté
5. Corruption
6. Problèmes d’infrastructures
7. Écart croissant entre les riches et les pauvres
8. Dégradation environnementale
9. Fragmentation politique
10. Disputes territoriales
11. Pays voisins instables

### Russie
La Russie est le plus grand pays au monde en termes de superficie. Elle est membre permanent du Conseil de sécurité des Nations unies. Elle possède également d'immenses ressources naturelles (gaz, pétrole). Elle possède le plus vaste arsenal nucléaire au monde avec plus de 6 000 têtes nucléaires dont 1 625 sont opérationnelles. Au cours de son histoire, l’URSS aura produit quelque 50 000 têtes nucléaires. Son économie est classée en onzième position, en 2021, selon les statistiques du FMI.

### Union européenne
Se contentant d’additionner les qualités et les capacités de chaque État membre de l'Union européenne, universitaires et politiciens considèrent cette union comme une superpuissance potentielle. Ainsi, alors que certains analystes, tel que Jolyon Howorth (en), qualifieront l'Union européenne d'« acteur international », d'autres, comme Asle Toje (en), considèreront qu'elle a les attributs d'une petite puissance.
Du point de vue démographique, certains des pays membres de l'Union européenne (en particulier l'Allemagne et l'Italie) accusent une baisse et un vieillissement de leur population, tandis que certains autres, comme la France ou l'Irlande, conservent une démographie dynamique, parvenant à renouveler leur population avec un solde naturel positif. Pris dans son ensemble, le taux de croissance de la population est l'un des plus faibles du monde mais c'est aussi dans l'UE que les habitants vivent le plus longtemps (mis à part dans quelques régions d'Asie : Japon, Singapour et Hong Kong ).
Concernant le produit intérieur brut, les pays de l'UE reculent au classement des pays les plus économiquement puissants. Trois pays demeurent dans les 10 premiers (le Royaume-Uni (6e) étant sorti de l'UE en 2020) : l'Allemagne (4e), la France (7e) et l'Italie (8e).
L'absence d'exécutif supranational au niveau européen et l'absence de cadre constitutionnel démocratiquement légitime remplace la prise de décision par l'Union européenne avec une prise de décision collective par l'unanimité de chaque État membre.
Malgré l'absence d'institutions communes, le financement du plan de relance européen en 2020 à la suite de la pandémie Covid-19 est la première utilisation de dette mutualisée au niveau européen.
L'article 42.7 du traité de Lisbonne de 2009 est une clause de de défense mutuelle entre tous les États membres de l'Union européenne.
Bien que pas régi par les traités européens, la France, en tant que seul pays membre doté de l'arme nucléaire, définie ses intérêts vitaux de la France  avec une « dimension européenne », selon le président Emmanuel Macron ; notamment à partir de l'Invasion de l'Ukraine par la Russie.